# Jakabfi Zsanett
Jakabfi Zsanett (Lengyeltóti, 1990. február 18. –) válogatott magyar labdarúgó, aki utoljára a német VfL Wolfsburg labdarúgója volt. Az első BL-győztes magyar női labdarúgó.

## Pályafutása

### Klubcsapatban

#### MTK Hungária
2009-ig az MTK Hungária FC labdarúgója volt, ahol egy-egy bajnoki ezüst- és bronzérmet szerzett.

#### VfL Wolfsburg
2009 júliusában szerződött a német VfL Wolfsburg csapatához. Október 4-én mutatkozott be a bajnokságban a Tennis Borussia Berlin ellen idegenben 3–0-ra megnyert bajnoki mérkőzésen, kezdőként 29 percet kapott, majd Katri Mattsson váltotta. Két héttel később megszerezte első gólját az SC Freiburg ellen a 42. percben. Első szezonjában 20 bajnoki mérkőzésen 5 gólt szerzett, valamint a kupában is egy mérkőzésen kapott lehetőséget. A 2010–11-es idényben a 21 bajnokin 7 gólt szerzett, az 5. fordulóban az 1. FCC Turbine Potsdam ellen 2–1-re megnyert mérkőzésen duplázott. A következő szezonban egészen a 12. fordulóig kellett várni a góljaira. 2012. március 14-én az FF USV Jena ellen, ekkor csapata hatodik gólját szerezte a 7–0-s hazai sikerrel véget érő mérkőzésen. A következő mérkőzésen az SC 13 Bad Neuenahr ellen duplázott, majd áprilisban az 1. FC Lokomotive Leipzig és a Hamburger SV ellen is 2-2 gólt jegyzett.
A 2012–13-as szezonban mesterhármast értek el azzal, hogy megnyerték a Bajnokok Ligáját, a Bundesligát és a német kupát. A bajnokságban 13 mérkőzésen 6 gólt szerzett. 2012. szeptember 27-én mutatkozott be Bajnokok Ligájában a lengyel RTP Unia Racibórz ellen, a 67. percben gólt szerzett. Decemberben a DFB hivatalos honlapján hozta nyilvánosságra, hogy a női Bundesliga csapatainak edzői Jakabfit és csapattársát, Nadine Keßlert választották meg az őszi szezon legjobbjának. A 2013–14-es szezonban kevesebb lehetőséget kapott edzőjétől, sérülések is hátráltatták. 8 bajnoki mérkőzésen csupán egy gólt szerzett. A Barcelona elleni Bajnokok Ligája első mérkőzésén gólt szerzett. A döntőben a Wolfsburg megvédte címét a svéd Tyresö FF ellen, 4–3-ra nyertek a németek. Csapata a bajnokságban az utolsó fordulóban legyőzte 2–1-re a Frankfurtot, így 2 ponttal megelőzték őket is megvédték a bajnokságban is a címüket.
A következő idény előtt továbbra is sérüléséből lábadozott, de a 3 mérkőzésen a második csapatban lehetőséget kapott. 2014. november 9-én a BV Cloppenburg ellen duplázott. Három nappal később az osztrák Neulengbach ellen hazai pályán 7–0-ra nyertek. A márciusi sérülése után az első csapatba először nevezett Jakabfi a 63. percben állt be, és két perccel később ő készítette elő Selina Wagner második gólját, majd a ráadásban Vanessa Bernauernek is gólpasszt adott. December 20-án a kupában megszerezte első gólját ebben a szezonban az első csapatban, a 60. percben lépett pályára a Sand elleni negyeddöntő mérkőzésen, majd kilenc perccel később gólt szerzett. 2015. február 27-én az MSV Duisburg ellen 7–0-ra megnyert találkozón csapata ötödik gólját az 55. percben szerezte meg. A tizenhatoson belüli kavarodás végén öt méterről lőtte a labdát a kapuba, ebben a szezonban először volt eredményes a bajnokságban. Április 26-án a francia Paris Saint-Germain elleni Bajnokok Ligája elődöntő visszavágóján a 71. percben lépett pályára, majd három perccel később győztes gólt szerzett. 3–2-es összesítéssel búcsúzott a sorozattól a német gárda. A német kupát sikerült elhódítania a klubnak, miután legyőzte a Turbine Potsdamot a döntőben a klub.
Szeptember 6-án a második csapatban lépett pályára az SV Henstedt-Ulzburg ellen és gólt szerzett. 20 nappal később a német kupában a DJK VfL Billerbeck otthonában 19–0-ra nyertek, Jakabfi 5 gólt szerzett. November 2-án megszerezte első bajnoki gólját az idényben a Bayer Leverkusen ellen, az 55. percben állt b és a 92. percben egy kiugratást követően higgadtan elpasszolta a labdát kapus mellett. November 22-én a TSG 1899 Hoffenheim ellen már a 2. percben megszerezte a vezetést csapatának, a mérkőzést idegenben 4–0-ra nyerték meg. 2016 februárjában két évvel meghosszabbította szerződését a klubbal, így 2018. június 30-ig a klub alkalmazottja. Március 20-án az 1. FFC Frankfurt elleni bajnoki találkozón a 87. percben állt be lőtte, majd a ráadás harmadik percében higgadtan értékesített egy ziccert. Az olasz ACF Brescia ellen duplázott. Május 4-én 3–0-ra nyertek a TSG Hoffenheim elleni bajnoki mérkőzésen, a 75. percben tizenegyest harcolt ki, majd öt perccel később fejjel alakította ki a végeredményt. Az SC Sand elleni német kupadöntőben már a 7. percben megszerezte a vezetést csapatának, amikor a bal oldalról indulva betört a tizenhatoson belülre, és két sikeres cselt követően kilőtte a jobb alsót. Második gólját a 80. percben szerezte, egy gyors támadás végén higgadtan értékesített egy ziccert. A Bajnokok Ligája döntőjében a francia Lyon 1–1-es rendes játékidőt és a gól nélküli hosszabbítást követően tizenegyesekkel 4–3-ra legyőzte a németeket.
A 2016–17-es szezonban az első gólját október 1-jén az MSV Duisburg ellen a 30. percben juttatta vezetéshez csapatát, amikor a kapusról kipattanó labdát tizenegy méterről a bal alsó sarokba passzolta. Négy nappal később a Bajnokok Ligájában a Chelsea ellen triplázott az egyenes kieséses szakaszának első fordulójában. Először a 12. percben talált be, miután rástartolt egy hosszan előreívelt labdára, majd az angolok bizonytalankodó védője mellett átemelte Hedvig Lindahl fölött. A 39. percben fejjel talált be, míg az 54. percben Caroline Graham Hansen előkészítését követően közelről az üres kapuba passzolta a labdát. November 10-én a nyolcaddöntő első mérkőzésén a svéd Eskilstuna United ellen négy góllal járult hozzá csapata 5–1-es győzelméhez. Az 5. percben előnyhöz juttatta csapatát, majd a 17. percben megszerezte a második gólját is. A félidő utána az 52. és a 63. percben is betalált ezzel át vette a góllövő listán az első helyett. Az egy héttel későbbi visszavágón ismét eredményes tudott lenni, a 62. percben ő növelte kétgólosra együttese vezetését, majd a 85. percben pedig a meccs utolsó találata előtt gólpasszt adott Vanessa Bernauernek. 8–1-es összesítéssel jutott be a negyeddöntőbe. 2017. február 12-én legyőzték a Jena együttesét 2-1-re a német élvonalban, de a 31. percben térdsérülés miatt le kellett cserélni Jakabfit, akinek megsérült a hátsó keresztszalagja. A szezon végén csapatával megnyerték a bajnokságot és a német kupát, valamint a Bajnokok Ligájában is a góllövő lista élén végzett holtversenyben Vivianne Miedemával.
A 2017–18-as szezonban a klub szerződést hosszabbított vele 2020-ig. Előző szerződése 2018 nyarán járt volna le, ezt hosszabbították meg további két évvel. Szeptember 9-én a bajnokság 2. fordulójában lépett először pályára és az SC Sand ellen a 84. percben eredményes tudott lenni a 4–0-ra megnyert idegenbeli találkozón.

### A válogatottban
Tizenhárom éven át volt a magyar nemzeti csapat tagja. 2020. december 27-én bejelentette, hogy visszavonul a válogatottságtól. 2007 és 2020 között 62 alkalommal szerepelt a válogatottban és 32 gólt szerzett.

## Sikerei, díjai

### Klub
- MTK Hungária
  - Magyar bajnok: 2004–05
- VfL Wolfsburg
  - Német bajnok: 2012–13, 2013–14, 2016–17, 2017–18, 2018–19, 2019–20
  - Német kupa: 2012–13, 2014–15, 2015–16, 2016–17, 2017–18, 2018–19
  - Bajnokok ligája: 2012–13, 2013–14

### Egyéni
- Az év magyar női labdarúgója: 2008, 2009, 2010, 2013, 2016, 2017,[49][50] 2018,[51] 2019,[52] 2020[53]
- UEFA Női Bajnokok Ligája gólkirálynő: 2016–17

## Statisztika

### Mérkőzései a klubjaiban
2020. december 20-i állapotnak megfelelően.
| Klub             | Szezon           | Bajnokság | Bajnokság | Kupa  | Kupa  | Nemzetközi | Nemzetközi | Egyéb | Egyéb | Összesen | Összesen |
| Klub             | Szezon           | Mérk.     | Gólok     | Mérk. | Gólok | Mérk.      | Gólok      | Mérk. | Gólok | Mérk.    | Gólok    |
| ---------------- | ---------------- | --------- | --------- | ----- | ----- | ---------- | ---------- | ----- | ----- | -------- | -------- |
| MTK Hungária     | 2005–06          | 6         | 9         | 0     | 0     | —          | —          | —     | —     | 6        | 9        |
| MTK Hungária     | 2006–07          | 22        | 9         | 0     | 0     | —          | —          | —     | —     | 22       | 9        |
| MTK Hungária     | 2007–08          | 26        | 28        | 2     | 9     | —          | —          | —     | —     | 28       | 37       |
| MTK Hungária     | 2008–09          | 28        | 37        | 3     | 2     | —          | —          | —     | —     | 31       | 39       |
| MTK Hungária     | Összesen         | 82        | 83        | 5     | 11    | 0          | 0          | 0     | 0     | 87       | 94       |
| VfL Wolfsburg    | 2009–10          | 20        | 5         | 1     | 0     | —          | —          | —     | —     | 26       | 1        |
| VfL Wolfsburg    | 2010–11          | 21        | 7         | 1     | 0     | —          | —          | 4     | 2     | 26       | 9        |
| VfL Wolfsburg    | 2011–12          | 22        | 9         | 2     | 0     | —          | —          | —     | —     | 24       | 9        |
| VfL Wolfsburg    | 2012–13          | 13        | 6         | 4     | 2     | 7          | 2          | —     | —     | 24       | 10       |
| VfL Wolfsburg    | 2013–14          | 8         | 1         | 1     | 0     | 5          | 2          | —     | —     | 14       | 3        |
| VfL Wolfsburg    | 2014–15          | 6         | 1         | 1     | 1     | 3          | 1          | —     | —     | 14       | 3        |
| VfL Wolfsburg    | 2015–16          | 19        | 4         | 5     | 7     | 7          | 2          | —     | —     | 31       | 13       |
| VfL Wolfsburg    | 2016–17          | 10        | 3         | 1     | 0     | 4          | 8          | —     | —     | 15       | 11       |
| VfL Wolfsburg    | 2017–18          | 15        | 9         | 5     | 0     | 6          | 0          | —     | —     | 26       | 9        |
| VfL Wolfsburg    | 2018–19          | 20        | 7         | 3     | 5     | 4          | 0          | —     | —     | 31       | 12       |
| VfL Wolfsburg    | 2019–20          | 17        | 7         | 3     | 0     | 4          | 4          | —     | —     | 24       | 11       |
| VfL Wolfsburg    | 2017–18          | 11        | 9         | 2     | 4     | 2          | 2          | —     | —     | 15       | 15       |
| VfL Wolfsburg    | Összesen         | 182       | 68        | 29    | 19    | 42         | 21         | 4     | 2     | 257      | 110      |
| VfL Wolfsburg II | 2014–15          | 3         | 2         | 0     | 0     | —          | —          | —     | —     | 3        | 2        |
| VfL Wolfsburg II | 2015–16          | 2         | 1         | 0     | 0     | —          | —          | —     | —     | 2        | 1        |
| VfL Wolfsburg II | Összesen         | 5         | 3         | 0     | 0     | 0          | 0          | 0     | 0     | 5        | 3        |
| Karrier összesen | Karrier összesen | 269       | 154       | 34    | 30    | 42         | 21         | 4     | 2     | 349      | 207      |

### Mérkőzései a válogatottban
| Magyarország | Magyarország         | Magyarország                        | Magyarország  | Magyarország | Magyarország            | Magyarország | Magyarország | Magyarország           |
| #            | Dátum                | Helyszín                            | Hazai         | Eredmény     | Vendég                  | Kiírás       | Gólok        | Esemény                |
| ------------ | -------------------- | ----------------------------------- | ------------- | ------------ | ----------------------- | ------------ | ------------ | ---------------------- |
| 1.           | 2007. március 14.    | Szenc                               | Szlovákia     | 2 – 3        | Magyarország            | barátságos   | -            | 62'                    |
| 2.           | 2007. március 15.    | Győr, Integrál-DAC pálya            | Magyarország  | 3 – 1        | Szlovákia               | barátságos   | 1            | 64'                    |
| 3.           | 2007. április 1.     | Dublin, Tolka Park                  | Írország      | 2 – 1        | Magyarország            | Eb-selejtező | -            | 59'                    |
| 4.           | 2007. május 5.       | Debrecen, Oláh Gábor utcai stadion  | Magyarország  | 3 – 3        | Románia                 | Eb-selejtező | -            | 69'                    |
| 5.           | 2008. április 23.    | Miskolc, DVTK-stadion               | Magyarország  | 0 – 2        | Írország                | Eb-selejtező | -            |                        |
| 6.           | 2008. május 3.       | Székesfehérvár, Sóstói Stadion      | Magyarország  | 0 – 6        | Svédország              | Eb-selejtező | -            |                        |
| 7.           | 2008. május 28.      | Arad, Városi Stadion                | Románia       | 3 – 1        | Magyarország            | Eb-selejtező | -            |                        |
| 8.           | 2009. június 3.      | Ptuj                                | Szlovénia     | 2 – 5        | Magyarország            | barátságos   | 2            | 68'                    |
| 9.           | 2009. október 28.    | Sopron                              | Magyarország  | 1 – 1        | Románia                 | vb-selejtező | -            |                        |
| 10.          | 2009. november 14.   | Sopron                              | Magyarország  | 1 – 1        | Ukrajna                 | vb-selejtező | 1            | 16'                    |
| 11.          | 2010. március 11.    | Szenc                               | Szlovákia     | 1 – 1        | Magyarország            | barátságos   | -            | 46'                    |
| 12.          | 2010. május 20.      | Csernyihiv                          | Ukrajna       | 4 – 2        | Magyarország            | vb-selejtező | 2            | Gól · Gól              |
| 13.          | 2010. június 19.     | Kielce                              | Lengyelország | 0 – 0        | Magyarország            | vb-selejtező | -            |                        |
| 14.          | 2010. augusztus 25.  | Bukarest                            | Románia       | 2 – 3        | Magyarország            | vb-selejtező | 3            | 15' 34' 91' (11-esből) |
| 15.          | 2011. június 7.      | Telki                               | Magyarország  | 0 – 1        | Kanada                  | barátságos   | -            | 64'                    |
| 16.          | 2011. szeptember 17. | Dessel                              | Belgium       | 2 – 1        | Magyarország            | Eb-selejtező | 1            | 81'                    |
| 17.          | 2013. március 6.     | Ferreiras (POR)                     | Magyarország  | 0 – 1        | Mexikó                  | Algarve-kupa | -            | 49'                    |
| 18.          | 2013. március 8.     | Vila Real de Santo António          | Portugália    | 0 – 2        | Magyarország            | Algarve-kupa | -            |                        |
| 19.          | 2013. október 26.    | Budapest, Bozsik József Stadion     | Magyarország  | 0 – 3        | Ausztria                | vb-selejtező | -            |                        |
| 20.          | 2013. október 31.    | Budapest, Bozsik József Stadion     | Magyarország  | 4 – 0        | Bulgária                | vb-selejtező | -            | 52'                    |
| 21.          | 2013. november 23.   | Győr, ETO Park                      | Magyarország  | 4 – 1        | Kazahsztán              | vb-selejtező | 1            | 50'                    |
| 22.          | 2014. március 9.     | Umag (CRO)                          | Magyarország  | 4 – 0        | Egyesült Államok (liga) | Isztria-kupa | 1            | 75'                    |
| 23.          | 2014. március 11.    | Umag (CRO)                          | Lengyelország | 1 – 4        | Magyarország            | Isztria-kupa | 1            | 39' 85'                |
| 24.          | 2014. november 26.   | Telki                               | Magyarország  | 8 – 0        | Macedónia               | barátságos   | 1            | 14'                    |
| 25.          | 2015. március 4.     | Poreč (CRO)                         | Írország      | 1 – 1        | Magyarország            | Isztria-kupa | -            | 48'                    |
| 26.          | 2015. szeptember 18. | Halle                               | Németország   | 12 – 0       | Magyarország            | Eb-selejtező | -            |                        |
| 27.          | 2015. október 21.    | Budapest, Groupama Aréna            | Magyarország  | 1 – 0        | Törökország             | Eb-selejtező | -            |                        |
| 28.          | 2015. október 25.    | Eszék                               | Horvátország  | 1 – 1        | Magyarország            | Eb-selejtező | 1            | 45' (11-esből)         |
| 29.          | 2015. november 29.   | Felcsút, Pancho Aréna               | Magyarország  | 0 – 1        | Oroszország             | Eb-selejtező | -            |                        |
| 30.          | 2016. március 2.     | Derüneia (CYP)                      | Magyarország  | 0 – 2        | Olaszország             | Ciprus-kupa  | -            | 46'                    |
| 31.          | 2016. március 2.     | Derüneia (CYP)                      | Magyarország  | 0 – 2        | Olaszország             | Ciprus-kupa  | -            | 30'                    |
| 32.          | 2016. április 8.     | Gyirmót                             | Magyarország  | 2 – 0        | Horvátország            | Eb-selejtező | 2            | 43' 86'                |
| 33.          | 2016. április 12.    | Szentpétervár                       | Oroszország   | 3 – 3        | Magyarország            | Eb-selejtező | 1            | 76' 91'                |
| 34.          | 2016. május 31.      | Gyirmót                             | Magyarország  | 0 – 0        | Bosznia-Hercegovina     | barátságos   | -            | 45'                    |
| 35.          | 2016. június 6.      | Antalya                             | Törökország   | 2 – 1        | Magyarország            | Eb-selejtező | 1            | 40'                    |
| 36.          | 2016. szeptember 20. | Gyirmót                             | Magyarország  | 0 – 1        | Németország             | Eb-selejtező | -            |                        |
| 37.          | 2016. október 19.    | Boriszpil                           | Ukrajna       | 0 – 4        | Magyarország            | barátságos   | 2            | 23' 76' 81'            |
| 38.          | 2016. november 23.   | Telki                               | Magyarország  | 4 – 3        | Szerbia                 | barátságos   | 2            | 41' 71'                |
| 39.          | 2017. szeptember 14. | Telki                               | Magyarország  | 0 – 3        | Skócia                  | barátságos   | -            | 46'                    |
| 40.          | 2017. szeptember 19. | Gyirmót, Alcufer stadion            | Magyarország  | 1 – 6        | Dánia                   | vb-selejtező | 1            | 41' (11-esből)         |
| 41.          | 2017. november 24.   | Balmazújváros                       | Magyarország  | 0 – 1        | Ukrajna                 | vb-selejtező | -            |                        |
| 42.          | 2018. február 28.    | Paralimni (CYP)                     | Magyarország  | 0 – 2        | Észak-Korea             | Ciprus-kupa  | -            |                        |
| 43.          | 2018. március 2.     | Paralimni (CYP)                     | Magyarország  | 0 – 1        | Dél-afrikai Köztársaság | Ciprus-kupa  | -            | 57'                    |
| 44.          | 2018. március 5.     | Paralimni (CYP)                     | Magyarország  | 1 – 1        | Szlovákia               | Ciprus-kupa  | 1            | 30'                    |
| 45.          | 2018. március 7.     | Paralimni (CYP)                     | Magyarország  | 0 – 2        | Finnország              | Ciprus-kupa  | -            | 46'                    |
| 46.          | 2018. április 5.     | Szombathely, Rohonci úti stadion    | Magyarország  | 1 – 4        | Svédország              | vb-selejtező | -            | 76'                    |
| 47.          | 2018. április 9.     | Zára                                | Horvátország  | 1 – 3        | Magyarország            | vb-selejtező | 1            | 72'                    |
| 48.          | 2018. június 6.      | Telki                               | Magyarország  | 0 – 0        | Görögország             | barátságos   | -            |                        |
| 49.          | 2018. június 12.     | Viborg                              | Dánia         | 5 – 1        | Magyarország            | vb-selejtező | 1            | 24'                    |
| 50.          | 2018. szeptember 4.  | Ternopil                            | Ukrajna       | 2 – 0        | Magyarország            | vb-selejtező | -            |                        |
| 51.          | 2018. október 5.     | Ta’ Qali                            | Málta         | 0 – 1        | Magyarország            | barátságos   | 1            | 40' 92'                |
| 52.          | 2018. október 8.     | Ta’ Qali                            | Málta         | 0 – 3        | Magyarország            | barátságos   | -            | 56'                    |
| 53.          | 2019. február 27.    | Lárnaka (CYP)                       | Magyarország  | 0 – 4        | Thaiföld                | Ciprus-kupa  | -            | 89'                    |
| 54.          | 2019. március 1.     | Lárnaka (CYP)                       | Magyarország  | 0 – 3        | Olaszország             | Ciprus-kupa  | -            | a szünetben            |
| 55.          | 2019. március 4.     | Lárnaka (CYP)                       | Magyarország  | 3 – 3        | Mexikó                  | Ciprus-kupa  | 1            | 82'                    |
| 56.          | 2019. március 6.     | Lárnaka (CYP)                       | Magyarország  | 3 – 2        | Szlovákia               | Ciprus-kupa  | 1            | a szünetben 53'        |
| 57.          | 2019. augusztus 29.  | Reykjavík                           | Izland        | 4 – 1        | Magyarország            | Eb-selejtező | -            |                        |
| 58.          | 2019. október 4.     | Miskolc, DVTK-stadion               | Magyarország  | 0 – 5        | Svédország              | Eb-selejtező | -            | 70'                    |
| 59.          | 2019. november 8.    | Szenc                               | Szlovákia     | 0 – 0        | Magyarország            | Eb-selejtező | -            |                        |
| 60.          | 2019. november 12.   | Szombathely, Haladás Sportkomplexum | Magyarország  | 4 – 0        | Lettország              | Eb-selejtező | 2            | 13' 60'                |
| 61.          | 2020. szeptember 17. | Göteborg                            | Svédország    | 8 – 0        | Magyarország            | Eb-selejtező | -            | 76'                    |
| 62.          | 2020. szeptember 22. | Liepāja                             | Lettország    | 0 – 5        | Magyarország            | Eb-selejtező | -            | 73'                    |
|              | Összesen             |                                     |               | 62           | mérkőzés                |              | 32           | gól                    |